# Ения Трасила
Вижте пояснителната страница за други личности с името Ения.
Ения Трасила (на гръцки: η Ευνία; на латински: Ennia Thrasylla, или Eunia, според Светоний: Ennia Naeva; † 38 г.) е римлянка от 1 век по времето на императорите Тиберий и Калигула.

## Биография
Ения е от гръцки и арменски произход. Тя е дъщеря на Трасил (философ и астролог) и на съпругата му принцеса Ака II от Комагена. Сестра е на Тиберий Клавдий Балбил (3 – 79 г., астролог и римски политик). Нейният баща е доверено лице и приятел на император Тиберий.
Ения Трасила се омъжва за Квинт Суторий Макрон, преториански префект на Римската империя (31 – 38 г.) от плебейската фамилия Невии. Според Светоний, нейният съпруг Макрон я дал през 34 г. на разположение на Калигула и така го спечелил. Според Тацит тя е любовница на Калигула. След аферата на Ения и Калигула на Капри през 34 г. Калигула се заклел да се ожени за нея.
През 37 г. Макрон убива стария и болен Тиберий, за да осигури наследството на трона на Калигула. През 38 г. Калигула го изгонва от поста му, като му предлага службата на префект на Египет. Двамата със съпруга ѝ Макрон са арестувани през 38 г. и се самоубиват или вероятно са екзекутирани.